# Crunomys melanius
Crunomys melanius é uma espécie de roedor da família Muridae.
Apenas pode ser encontrada nas Filipinas.